# Błonkówki Islandii
Błonkówki Islandii, hymenopterofauna Islandii – ogół taksonów owadów z rzędu błonkówek (Hymenoptera), których występowanie stwierdzono na terenie Islandii.

## Rośliniarki(Symphyta)

### Pilarzowate(Tenthredinidae)
Z Islandii wykazano:
- Amauronematus variator
- Ametastegia pallipes
- Nematus pavidus
- Pachynematus obductus
- Pachynematus rumicus
- Pachynematus vagus
- Pontopristia amentorum
- Pristiphora coactula
- Pristiphora staudingeri

### Trzpiennikowate(Siricidae)
Z Islandii wykazano:
- Sirex juvencus – trzpiennik świerkowiec
- Urocerus albicornis
- Urocerus augur
- Urocerus gigas – trzpiennik olbrzym
- Xeris spectrum – kruszel czarny

## Trzonkówki(Apocrita)

### Owadziarki(Terebrantia)

#### Belytidae
Z Islandii wykazano:
- Cinetus excavatus
- Cinetus fuscicornis
- Pantoclis trisulcata
- Polypeza borealis
- Synacra holconota
- Zygota norvegica

#### Ceraphronidae
Z Islandii wykazano:
- Aphanogmus abdominalis
- Aphanogmus gracilicornis
- Aphanogmus nanus
- Aphanogmus polymorphus

#### Diapriidae
Z Islandii wykazano:
- Basalys parva
- Platymischus dilatatus
- Psilus frontalis
- Spilomicrus suecica
- Trichopria aptera

#### Eucolidae
Z Islandii wykazano:
- Kleidotoma affinis
- Kleidotoma filicornis
- Kleidotoma hexatoma
- Kleidotoma longipennis
- Kleidotoma marshallii
- Kleidotoma pentatoma
- Kleidotoma tetratoma
- Trybliographa cubitalis
- Trybliographa diaphana
- Trybliographa rapae
- Trybliographa rufipes
- Trybliographa simulatrix

#### Figitidae
Z Islandii wykazano:
- Lonchidia clavicornis
- Xylaspis armata

#### Galasówkowate(Cynipidae)
Z Islandii wykazano:
- Alloxysta brachyptera
- Alloxysta erythrothorax
- Alloxysta fuscipes
- Alloxysta islandica
- Alloxysta acrophadna
- Alloxysta ullerichi
- Phaenoglyphis villosa

#### Gąsienicznikowate(Ichneumonidae)
Z Islandii wykazano:

- Aclastus gracilis
- Acrolyta submarginata
- Agrypon flaveolatum
- Aoplus castaneus
- Aptesis concolor
- Atractodes ambiguus
- Atractodes bicolor
- Banchius palpalis
- Barycnemis bellator
- Campoletis varians
- Campoletis vexans
- Coelichneumon impressor
- Cratinchneumon rufifrons
- Cremnodes atricapillus
- Diadegma boreale
- Dialipsis exilis
- Dicaelotus pumilus
- Diplazon laetatorius
- Endasys varipes
- Enizemum ornatum
- Ethelurgus infernalis
- Gelis agilis
- Gelis micrurus
- Gelis nigritus
- Gelis pumilus
- Gelis ruficornis
- Gelis terebrator
- Glypta consimilis
- Helictes borealis
- Homotherus locutor
- Homotherus magus
- Hypamblys albopictus
- Hyperbatus segmentator
- Ichneumon extensorius
- Ichneumon latrator
- Ichneumon ligatorius
- Iseropus stercorator
- Mesochorus pectoralis
- Mesochorus picticrus
- Mesochorus punctipleuris
- Mesoleius geniculatus
- Mesoleius juvenilis
- Mesoleius nivalis
- Mesoleptus (nieoznaczony gatunek)
- Nepiera collector
- Nepiera islandicus
- Ophion nigricans
- Orthocentrus fulvipes
- Orthocentrus spurius
- Phygadeuon brachyurus
- Phygadeuon cylindraceus
- Phygadeuon detestator
- Phygadeuon dubius
- Phygadeuon trichops
- Pimpla arctica
- Pimpla flavicoxis
- Pimpla sodalis
- Platylabus pedatorius
- Plectiscus collaris
- Plectiscus hyperborea
- Plectiscus peregrinus
- Pleolophus brachypterus
- Polyaulon paradoxus
- Polytribax picticornis
- Rhyssa persuasoria – zgłębiec trzpiennikowaty
- Saotis (nieoznaczony gatunek)
- Scambus atrocoxalis
- Scambus brevicornis
- Scambus eucosmidarum
- Sinophorus turionum
- Stenomacrus affinator
- Stilpnus tenebricosus
- Sussaba pulchella
- Syrphoctonus dimidiatus
- Syrphoctonus incisus
- Syrphoctonus pictus
- Syrphoctonus signatus
- Syrphoctonus simulans
- Theroscopus esenbeckii
- Tryphon haematopus
- Woldstedtius flavolineatus
- Xenolytus bitinctus

#### Męczelkowate(Braconidae)
Z Islandii wykazano:

- Aleiodes borealis
- Aleiodes circumscriptus
- Alloea contracta
- Alysia atra
- Alysia manducator
- Apanteles brevicornis
- Apanteles fulvipes
- Apanteles immunis
- Aphaereta minuta
- Aphaereta tenuicornis
- Aphidius cingulatus
- Aphidius picipes
- Aphidius ribis
- Aphidius rosae
- Aphidius salicis
- Aspilota concinna
- Aspilota fuscicornis
- Aspilota inops
- Aspilota latinervis
- Biosteres carbonarius
- Chasmodon apterus
- Chorebus affinis
- Chorebus aphantus
- Chorebus armida
- Chorebus cytherea
- Chorebus eros
- Chorebus siniffa
- Dacnusa angelicina
- Dacnusa areolaris
- Dacnusa confinis
- Dacnusa faeroeensis
- Dacnusa laevipectus
- Dapsilarthra dictyna
- Dapsilarthra sylvia
- Ephedrus lacertosus
- Ephedrus lagiator
- Meterorus cespitator
- Meterorus rubens
- Microctonus intricatus
- Microplitis aduncus
- Microplitis coacta
- Monoctonus caricis
- Opius caesus
- Pentapleura angustula
- Pentapleura pumilio
- Phaenocarpa conspurcator
- Praon abjectum
- Praon volucre
- Synaldis distracta
- Trioxys compressicornis

#### Megaspilidae
Z Islandii wykazano:
- Conostigmus frontalis
- Dendrocerus aphidum
- Dendrocerus bifoveatus
- Dendrocerus rectengularis

#### Oścowate(Aphelinidae)
Z Islandii wykazano:
- Aphelinus abdominalis
- Mesidia (nieoznaczony gatunek)

#### Platygastridae
Z Islandii wykazano:
- Allotropa conventus
- Platygaster opacus
- Platygaster splendidulus
- Synopeas (nieoznaczony gatunek)

#### Rzęsikowate(Mymaridae)
Z Islandii wykazano:
- Anagrus ensifer
- Anagrus incarnatus
- Anaphes autumnalis
- Cleruchus (nieoznaczony gatunek)
- Polynema atratum

#### Scelionidae
Z Islandii wykazano:
- Baeus seminulum
- Telenomus nitidulus
- Trimorphus flavipes
- Trimorphus ovata
- Trimorphus pedestris
- Trimorphus punctulator
- Trimorphus therycides

#### Siercinkowate(Pteromalidae)
Z Islandii wykazano:
- Asaphes suspensus
- Asaphes vulgaris
- Callitula bicolor
- Cryptocrymna atra
- Cyrtogaster vulgaris
- Eupteromalus fucicola
- Eurydinota leptomera
- Halticoptera polita
- Meraporus graminicola
- Nodisoplata diffinis
- Ormocerus vernalis
- Pachyneuron (nieoznaczony gatunek)
- Psychophagus omnivorus
- Seladerma alpestre
- Seladerma convexum
- Seladerma parviclava
- Seladerma sabbas
- Seladerma tarsale
- Tomicobia promulus

#### Suskowate(Encyrtidae)
Z Islandii wykazano:
- Rhopus piso (oznaczenie niepewne)
- Rhopus semiapterus

#### Tybelakowate(Proctotrupidae)
Z Islandii wykazano:
- Codrus ligatus
- Cryptoserphus aculeator

#### Wiechońkowate(Eulophidae)
Z Islandii wykazano:
- Aprostocetus brachycerus
- Aprostocetus crino
- Aprostocetus zosimus
- Chrysocharis chilo
- Cirrospilus vittatus
- Diglyphus chabrias
- Diglyphus isaea
- Elachertus inunctus
- Neochrysocharis (nieoznaczony gatunek)
- Omphale (nieoznaczony gatunek)

### Żądłówki(Aculeata)

#### Mrówkowate(Formicidae)
Z Islandii wykazano:
- Camponotus herculeanus – gmachówka cieśla
- Camponotus truncatus
- Camponotus vagus
- Hypoponera punctatissima
- Leptothorax acervorum – smuklica zwyczajna
- Monomorium pharaonis

#### Osowate(Vespidae)
Z Islandii wykazano:
- Dolichovespula norwegica
- Polistes gallicus
- Vespa crabro – szerszeń europejski
- Vespula germanica – osa dachowa
- Vespula rufa – osa rudawa
- Vespula vulgaris – osa pospolita

#### Płaszczykowate(Bethylidae)
Z Islandii wykazano:
- Bethylus fuscicornis

#### Pszczołowate(Apidae)
Z Islandii wykazano:
- Apis mellifera – pszczoła miodna
- Bombus hortorum – trzmiel ogrodowy
- Bombus jonellus – trzmiel tajgowy, trzmiel wrzosowiskowy
- Bombus lucorum – trzmiel gajowy